# نیکولتا الفتریادو
نیکولتا الفتریادو (انگلیسی: Nikoleta Eleftheriadou؛ زادهٔ ۱۷ ژانویهٔ ۱۹۹۸) بازیکن واترپلو زن اهل یونان است.